# Willersley
Willersley är en by i civil parish Willersley and Winforton, i grevskapet Herefordshire, i England. Byn är belägen 21 km från Hereford. Willersley var en civil parish fram till 1987 när blev den en del av Willersley & Winforton. Civil parish hade 37 invånare år 1961. Byn nämndes i Domedagsboken (Domesday Book) år 1086, och kallades då Willaveslege.